# Ruch samoumocnienia
Ruch samoumocnienia (chiń. upr. 自强运动; pinyin Zìqiáng Yùndòng) – ruch polityczny, społeczny i ekonomiczny w Chinach za czasów dynastii Qing, mający na celu wzmocnienie państwa po wojnach opiumowych i powstaniach ludowych, poprzez import zachodnich technologii, przy równoczesnym zachowaniu tradycyjnej struktury społeczno-politycznej.

## Geneza
W pierwszej połowie XIX w. rządząca dynastia Qing zaczęła słabnąć. Ostatni wielki cesarz, Qianlong zmarł pozostawiając pełny skarbiec, ale stłumienie powstania Białego Lotosu i korupcja urzędników (zwł. Heshena) doprowadziły do kłopotów finansowych państwa. Kolejni cesarze, Jiaqing, Daoguang i Xianfeng byli władcami mniejszego kalibru, którzy nie potrafili poradzić sobie z wyzwaniami, jakimi był skostniały i coraz bardziej skorumpowany system urzędniczy, zwiększająca się liczba ludności przy zmniejszającej się bazie podatkowej i wreszcie – zagrożenia zewnętrzne ze strony mocarstw kolonialnych.
Powstanie, którego przez lata nie udawało się stłumić, podawał jako przykład słabości Chin qingowskich Hong Liangji; wskazywał też na korupcję, rozwarstwienie społeczne, nadmierny wzrost demograficzny jako zagrożenia dla państwa. Skazany na śmierć za krytykę skorumpowanego Heshena, został ułaskawiony przez następnego cesarza, a jego prace były pionierskie dla wielu uczestników późniejszego ruchu samoumocnienia.
Od końca XVIII w. popyt na chińskie towary w Europie niezwykle wzrósł, a Chińczycy wymagali płacenia wyłącznie srebrem za herbatę i jedwabie. Kupcy europejscy zaczęli sprowadzać do Chin opium i import gwałtownie wzrósł w latach 1830. Spowodowało to odpływ pieniądza z kraju. Cesarz Daoguang wydał zakaz wwozu opium, a wykonany nakaz zniszczenia narkotyku doprowadził do wybuchu I wojny opiumowej (1839-1842), w której Chiny zostały zdecydowanie pokonane i musiały otworzyć kilka swoich portów na handel z krajami zachodnimi.
Klęska w wojnie, dalszy odpływ pieniądza (na odszkodowania wojenne), konkurencja napływających towarów spowodowały głęboki kryzys w państwie. Słabość wewnętrzna spowodowała wybuch powstań, m.in. tajpingów (1851-1864) i Nian (1851-1868), które zagroziły istnieniu samej dynastii. Równocześnie dwa wielkie powstania muzułmanów, na południowym zachodzie i północnym zachodzie pozbawiły dynastię władzy na tych terenach przez kilkanaście lat. W międzyczasie, narastające konflikty z cudzoziemcami doprowadziły do II wojny opiumowej (1856-1858 i 1859-1860), ponownie przegranej przez Chiny.
Od ostatecznej zapaści chwiejącą się dynastię uratowała grupa energicznych urzędników lokalnych, którzy zorganizowali lokalne oddziały samoobrony, przekształcili je w efektywne armie i za ich pomocą stłumili powstania. Cudzoziemcy ostatecznie zdecydowali, że ich interesy lepiej zabezpieczy istniejący reżim polityczny i wsparli Qingów w wojnie przeciw rebeliantom, dostarczając nowoczesnej broni i instruktorów do jej obsługi. Najważniejsi architekci ruchu samoumocnienia: Zeng Guofan, Zuo Zongtang, Zhang Zhidong i przede wszystkim Li Hongzhang byli dowódcami anty-tajpingowskich armii, którzy nawiązali w czasie wojny kontakty z cudzoziemcami i nauczyli się cenić ich wiedzę techniczną i wojskową.

## Reformy wewnętrzne

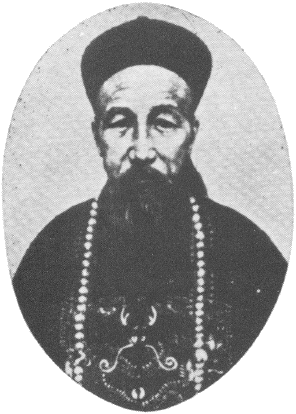
Zeng Guofan

Kluczowym zadaniem było odbudowanie administracji lokalnej i gospodarki zniszczonej wieloletnimi wojnami domowymi. Należało poprawić transport, ustabilizować wydatki i dochody państwa. Konieczna była też reforma wojskowa, by stłumić powstania i wyeliminować bandytyzm.
W odróżnieniu od wcześniejszych ruchów odbudowy osłabionych dynastii, władca nie odgrywał w nim roli przewodniej. Cesarz Tongzhi, od którego imienia wzięła się nazwa „restauracja Tongzhi”, używana na określenie okresu odbudowy władzy państwowej i wczesnej fazy ruchu samoumocnienia, miał 5 lat, gdy wstąpił na tron w 1861 roku. Przez całe jego krótkie życie (zmarł w 1875 r.) realną władzę pełniła regentka – jego matka, konserwatywna cesarzowa-wdowa Cixi i wpływowy książę Gong. Wiodącą siłą w ruchu odnowy byli wspomniani urzędnicy prowincjonalni: Zeng Guofan, Zuo Zongtang i Li Hongzhang.
Zeng, uczony konfucjański z najwyższym stopniem jinshi, praktyk konfucjańskiego ideału uczciwego i samo-ograniczającego się urzędnika, postulował odtworzenie zniszczonej wojną struktury społecznej. Rząd cesarski dał mu zasadniczo wolną rękę (aktywne zaangażowanie Pekinu wymagałoby funduszy, których w skarbcu nie było) i Zeng na kontrolowanych przez siebie terenach rozpoczął konserwatywne reformy, przywracając dawnych właścicieli ziemskich, przesiedlając chłopów na wyludnione tereny i szacując na nowo wysokość podatków, by zapobiec wyzyskowi dzierżawców. Ostrożny wobec nowych nauk, promował urzędników wyłanianych w drodze egzaminów cesarskich opartych na konfucjańskich księgach klasycznych. Egzaminy te były prowadzone uczciwie – kandydaci nie mogli kupować ocen ani stanowisk, co było typowe w dziewiętnastowiecznych Chinach.Dzięki starannej selekcji współpracowników, Zeng nie tylko odtworzył system sądowy, finansowy i pomocy w przypadku katastrofy głodu, ale też wypromował grupę zdolnych urzędników, którzy od lat 70. XIX wieku zaczęli obejmować coraz wyższe stanowiska w rządzie centralnym. Podobną politykę odbudowy rolnictwa prowadził Zuo Zongtang, od 1863 r. gubernator generalny Fujianu i Zhejiangu. Kontynuował ją, gdy został przeniesiony do Gansu, zapewniając swojej armii przynajmniej częściową samowystarczalność żywieniową i rozwijając produkcję bawełny i wełny.

### Reformy wojskowe

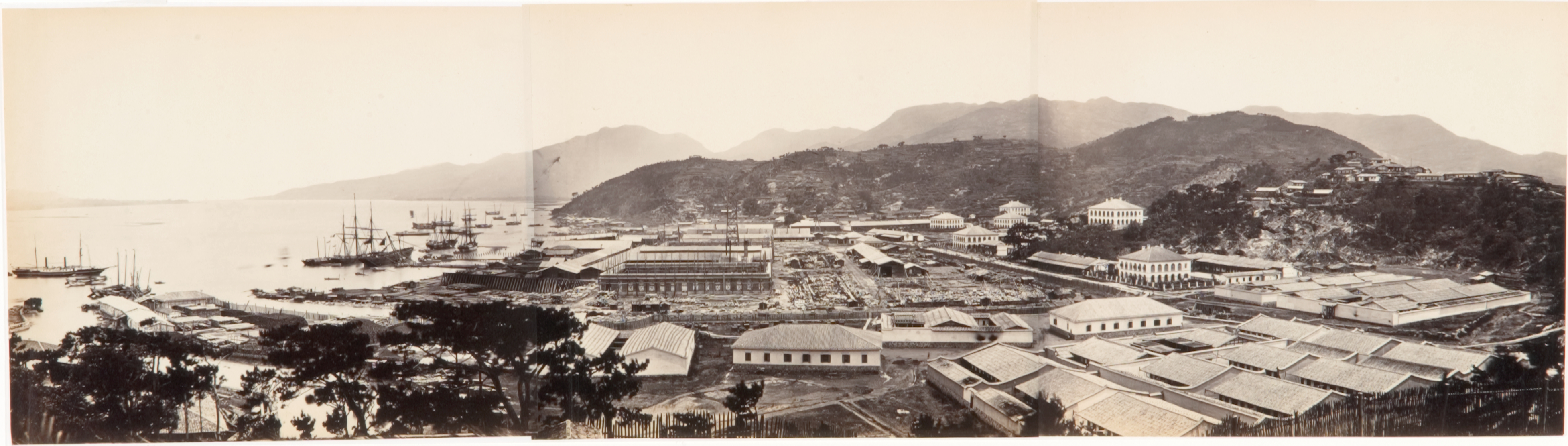
Arsenał w Fuzhou

Zeng Guofan wierzył w fundamentalną wartość chińskiej cywilizacji, ale nie odrzucał wykorzystania myśli cudzoziemskiej – doceniał  zarówno wartość jednostek szkolonych na modłę zachodnią, jak i nowoczesnych technologii. Podczas tłumienia powstań, Zeng i inni lokalni liderzy kupowali broń od cudzoziemców, by wyekwipować swoje oddziały. Najmowali też cudzoziemskich instruktorów, jak Frederick Townsend Ward czy Charles Gordon do ćwiczenia i dowodzenia jednostkami.
Rozpoczęli też wznoszenie arsenałów produkujących broń zachodniego typu w Xuzhou, Nankinie, Fuzhou i – największy z nich – w Jiangnan w Szanghaju. Arsenały w Fuzhou i Szanghaju były połączone ze stoczniami (Jiangnan zbudował pierwszy chiński parowiec „Tianji”). Aby wyekwipować planowany arsenał, w 1862 r. Zeng Guofan powierzył młodemu i wykształconemu w zachodnich szkołach Yung Wingowi misję zakupu odpowiedniego sprzętu, którą Yung wypełnił bez zarzutu (przy okazji okrążając świat). Arsenał w Fuzhou, którego budowę rozpoczął Zuo Zongtang, wznoszony był z pomocą francuskich oficerów, którzy wcześniej pomagali tłumić powstanie tajpingów.

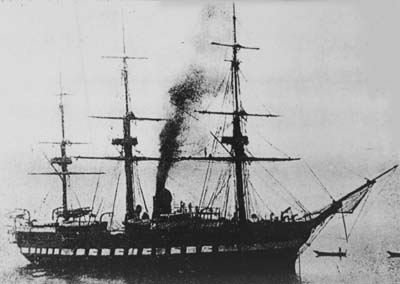
Zbudowana w Fuzhou korweta parowa „Yangwu”

Li Hongzhang był szczególnym orędownikiem wzmocnienia chińskiej floty. W dużej mierze dzięki jego wysiłkom, w 1882 roku flota qingowska liczyła ok. 50 parowców, z czego połowa była konstrukcji lokalnej. Flota Beiyang, tworzona pod osobistym patronatem Li, była najpotężniejszą chińską eskadrą. Jej słabością, podobnie jak innych flotylli, był brak standaryzacji jednostek, które były konstrukcji chińskiej, niemieckiej i brytyjskiej.

### Rozwój komunikacji
Sieci telegraficzne
Wznoszenie linii telegraficznych budziło opór chłopów, którzy obawiali się, że „szepczące kable” będą płoszyć duchy ziemi i wody – często więc ścinali słupy, przy okazji kradnąc miedziany drut. Konieczne było objęcie linii nadzorem wojskowym. Także na Tajwanie sprawniej działała podmorska lina telegraficzna Danshui-Fuzhou położona w 1888 roku, niż zbudowane 11 lat wcześniej linie naziemne między Anpingiem (Tainan) a Tajpej. W przeciwieństwie do kolei jednak, rozwój telegrafu był szybki i do 1900 roku wszystkie główne miasta połączone były siecią 55 tys. km kabli.
Koleje żelazne
O tym jak istotne są koleje żelazne, pisał już w 1877 roku przedstawiciel Chin w Londynie Guo Songdao. Ich rozwój napotykał na opory konserwatystów i chłopstwa, ale w 1880 roku Li Hongzhang zbudował pierwszy odcinek łączący kopalnie węgla w Kaipingu z dokami w Tiencinie. W tym samym roku, ze względu na konflikt z Rosją, Liu Mingchuan złożył memoriał proponujący budowę linii kolejowych między Huaiyin a Pekinem, dla ułatwienia transportu oddziałów nad granicę, jednak ze względów politycznych został on odrzucony. Projekty kolejowe realizował potem w 1887 roku na Tajwanie, którego został gubernatorem, budując pierwszą linię na wyspie i sprowadzając lokomotywy z Niemiec. Budujący linię chińscy żołnierze nie słuchali jednak europejskich inżynierów-projektantów, w wyniku czego linia była prowadzona zygzakiem, podjazdy były zbyt strome itp. Po zdobyciu Tajwanu, Japończycy zbudowali całą trasę na nowo.
Ze względu na sprzeciwy konserwatystów i inne trudności, do 1894 roku w całych Chinach zbudowano zaledwie 350 km torów.
Linie okrętowe
Pod patronatem Li Hongzhanga rozpoczęło działalność Chińskie Kupieckie Towarzystwo Żeglugi Parowej (Lunchuan Zhaoshang Ju,  w literaturze często spotykane pod angielską nazwą China Steam Merchant Navigation Company, CSMNC). Towarzystwo korzystało z rządowych kontraktów na przewóz ryżu, co dawało pewność zysków. System partnerstwa rządowo-kupieckiego miał swoje zalety, zwłaszcza, że Li Hongzhang nie wahał się przed eliminacją konkurencji, nawet związanej z jego protegowanymi. Firma kupiła amerykańskie przedsiębiorstwo Russel & Co i jakiś czas była konkurencją dla takich potentatów jak Jardine Matheson. Ostatecznie jednak przegrała z Brytyjczykami, ze względu na nadmierną ostrożność i niechęć chińskich urzędników do reinwestowania choćby części zysków.

## Zmiany polityki zagranicznej

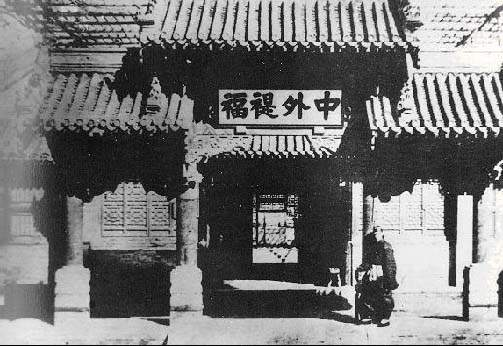
Wejście do siedziby Zongli Yamen w Pekinie

Jednym z warunków traktatu pekińskiego było ustanowienie stałego urzędu do kontaktów z zagranicą. Stał się nim tzw. Zongli Yamen – „Urząd ds. Ogólnych”, oficjalnie otwarty 11 listopada 1861. Była to pierwsza nowa instytucja rządowa ustanowiona od 1729 roku. Urzędnicy qingowscy pocieszali się, że jest ona tymczasowa, dopóki nie przeminie zagrożenie. Odpowiedzialny za nią książę Gong zapewniał cesarza, że jest dla zachowania właściwego rozróżnienia między Chinami a resztą świata, biura nowego urzędu będą skromne, żeby zaznaczyć, że ma on niższą rangę niż inne ministerstwa.
W 1868 grupa wyższych urzędników qingowskich udała się w podróż do głównych stolic świata. Towarzyszył im dawny amerykański poseł do Chin, Anson Burlingame. Chiny zaczęły też zakładać własne poselstwa zagraniczne i w latach 1880. miały ambasady w Wielkiej Brytanii, Francji, Niemczech, Hiszpanii, USA, Japonii i Rosji.

## Skutki
Od samego początku zmiany budziły opór konserwatywnej części administracji cesarskiej. Wielu Chińczyków wierzyło, że problemy z cudzoziemcami są przejściowe i w końcu wrócą oni do swych krajów. Uczeni-urzędnicy, wierni tradycji konfucjańskiej, uważali, że naśladowanie wzorców zachodnich to porażka dla Chin. Nowe idee uznawali za niebezpieczne lub zbędne – np. według jednego z uczonych „nikt w dziejach nie użył matematyki do naprawy państwa” – a więc nauczanie jej jest zbędne.
Niebotyczna i wszechobecna korupcja uniemożliwiała wiele inwestycji i wykorzystanie już poczynionych. Przykład szedł z samej góry – jednym z najsłynniejszych przykładów była budowa Nowego Pałacu Letniego przez cesarzową Cixi za pieniądze z funduszu na rozbudowę i modernizację marynarki wojennej. W 1894 najnowocześniejsza chińska flota Beiyang w bitwie u ujścia Jalu strzelała pociskami wypełnionymi miałem węglowym, bo pieniądze na wybuchowe granaty zostały rozkradzione. Sam Li Hongzhang, światły i dążący do modernizacji kraju, nie przepuszczał żadnej okazji by się wzbogacić i zgromadził gigantyczny majątek. Nie cofał się też przed niszczeniem konkurencyjnych przedsiębiorstw państwowo-publicznych, jeśli uznał, że zagrażają jego interesom. Tak stało się w przypadku formozańskiego przedsiębiorstwa żeglugowego, założonego przez dawnego protegowanego Li – Liu Mingchuana.
Najpoważniejszym problemem była prawdopodobnie wyrywkowość i brak koordynacji prowadzonych działań. Ludzie nowocześnie wykształceni nie znajdowali zatrudnienia i ich wiedza (a przez to nakłady na ich wykształcenie) – marnowały się.
Nowoczesny sprzęt był nieużywany lub niszczał, na skutek złego wykorzystywania przez ludzi, którym brakowało niezbędnej kultury technicznej. W 1884 roku kpt. Heihachirō Tōgō nisko ocenił prawdopodobne możliwości bojowe chińskiej floty; podobnie brytyjscy oficerowie zauważali, że np. głównodowodzący flotyllą nie mówił po angielsku, który to język był używany do sygnalizacji; poziom wyszkolenia uległ zapaści po wycofaniu brytyjskich instruktorów.
Z tego powodu, wielkie wysiłki i nakłady nie przynosiły też szybko wymiernych efektów. Arsenał i stocznia w Fuzhou, budowane od 1866 z francuską pomocą przez Zuo Zongtanga i Shen Baozhena, zostały przez tychże samych Francuzów zniszczone po bitwie na rzece Min, w czasie której francuska eskadra w 40 min. rozstrzelała chińskie fregaty i parowce w czasie wojny chińsko-francuskiej. Najboleśniejszą klęską była jednak Wojna chińsko-japońska (1894–1895). Mniejsza, uboższa, zawsze bardziej zacofana i naśladująca Chiny Japonia, dzięki całościowym i konsekwentnym reformom okresu Meiji zmodernizowała swoje siły zbrojne i pobiła cesarstwo chińskie, niszcząc doszczętnie najnowocześniejsze chińskie armię i flotę Beiyang, wymusiła wysoką kontrybucję i przejęła Tajwan. W chińskiej armii nie było standaryzacji sprzętu, przez co zaopatrzenie oddziałów w odpowiednią amunicję było w warunkach bojowych prawie niemożliwe nawet dla efektywnej administracji. Chaos w dowództwie i złe dowodzenie spowodowały, że stosunkowo dobrze wyposażone oddziały ponosiły porażki ze strony liczebnie słabszego przeciwnika.
Klęska w wojnie z Japonią stała się zaczynem kolejnego ruchu reformatorskiego, tzw. stu dni reform w 1898. Reakcja konserwatywna połączona z coraz większymi wpływami zachodnimi przyczyniły się do wybuchu rok później powstania bokserów. Kolejna porażka, jaką poniosły w jego następstwie Chiny doprowadziły do wzrostu nastrojów republikańskich i rewolucyjnych i wreszcie do obalenia dynastii w 1911 roku.